# Città dell'Australia
Lista di città dell'Australia classificate per Stato:

## Territorio della Capitale Australiana
- Canberra (capitale)

## Territorio del Nord

### Città
- Darwin (capitale)
- Palmerston

## Australia Meridionale

### Città
- Adelaide (capitale)
- Mount Barker
- Mount Gambier
- Murray Bridge
- Port Adelaide
- Port Augusta
- Port Pirie
- Port Lincoln
- Victor Harbor
- Whyalla

## Victoria

### Città
- Melbourne
- Ararat
- Bairnsdale
- Benalla
- Ballarat
- Bendigo
- Dandenong
- Frankston
- Geelong
- Hamilton
- Horsham
- Mildura
- Sale
- Shepparton
- Swan Hill
- Wangaratta
- Warrnambool
- Wodonga